# 沙泽伊
沙泽伊（法語：Chazeuil，法語發音：[ʃazœj]）是法国科多尔省的一个市镇，位于该省东北部，属于第戎区。

## 地理
沙泽伊（47°33'35"N, 5°16'15"E）面积18.55 平方千米，位于法国勃艮第-弗朗什-孔泰大區科多尔省，该省份为法国中东部省份，北起奥布省，西接涅夫勒省和约讷省，南至索恩-卢瓦尔省，东南接汝拉省，东临上索恩省，东北部与上马恩省接壤。
与沙泽伊接壤的市镇（或旧市镇、城区）包括：奥克塞、布尔伯兰、萨克奈、瑟隆热、韦罗讷、方丹弗朗赛斯。
沙泽伊的时区为UTC+01:00、UTC+02:00（夏令时）。

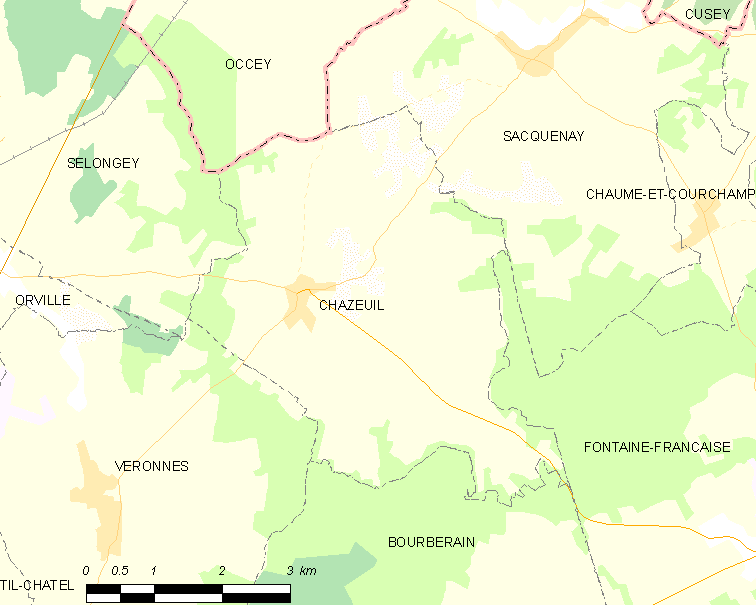
沙泽伊的OSM定位图

## 行政
沙泽伊的邮政编码为21260，INSEE市镇编码为21163。

## 政治
沙泽伊所属的省级选区为蒂耶河畔伊斯县。

## 交通
科多尔省省道D27线、D27F线和D28线在境内交汇。

## 人口

1962-2008年间沙泽伊人口变化图示

沙泽伊于2022年1月1日时的人口数量为187人。